# OGLE-TR-56
OGLE-TR-56 – gwiazda podobna do Słońca leżąca w gwiazdozbiorze Strzelca. 
W 2002 naukowcy skupieni wokół projektu OGLE odkryli przy użyciu metody fotometrycznej krążącą wokół niej planetę OGLE-TR-56b. Odkrycie potwierdzono w 2003 metodą badania zmian prędkości radialnej.